# Keith Carney
Keith Edward Carney, född 3 februari 1970, är en amerikansk före detta professionell ishockeyspelare som tillbringade 16 säsonger i den nordamerikanska ishockeyligan National Hockey League (NHL), där han spelade för ishockeyorganisationerna Buffalo Sabres, Chicago Blackhawks, Phoenix Coyotes, Anaheim Mighty Ducks, Vancouver Canucks och Minnesota Wild. Han producerade 228 poäng (45 mål och 183 assists) samt drog på sig 904 utvisningsminuter på 1 018 grundspelsmatcher.
Han draftades i fjärde rundan i 1988 års draft av Buffalo Sabres som 76:e spelare totalt.
Carney är anställd hos NHL–organisationen Chicago Blackhawks som spelarutvecklingscoach och talangscout sedan 7 september 2011.